# جزيرة توميلو
جزيرة توميلو وهي جزيرة من جزر إندونيسيا، وتقع في إقليم غورونتالو.